# Toni Pulu
Toni Pulu (* 28. November 1989 in Los Angeles, Vereinigte Staaten) ist ein Rugby-Union-Spieler, der als Außendreiviertel für die Western Force im Super-Rugby-Wettbewerb spielt. Vorher spielte Toni Pulu für die Brumbies und Chiefs.

## Frühes Leben
Geboren wurde Pulu in den Vereinigten Staaten. Im Alter von drei Jahren zog er nach Neuseeland und besuchte dort die Dilworth School in Auckland. Nach dem Schulabschluss spielte er Rugby für den Bombay Rugby Club, in den Counties Manukau Local Leagues in den Vororten von Auckland.

## Profilaufbahn
Pulu begann seine Profikarriere in Neuseeland bei den Counties Manukau Steelers während des ITM Cup 2012. Er wurde ein regelmäßiger Starter auf dem Flügel für die Männer aus Pukekohe und ihm gelang mit der Mannschaft der Aufstieg in die Premiership für 2013.

## Super Rugby
Nach drei Jahren beeindruckender heimischer Leistungen für Counties Manukau verdiente sich Toni Pulu einen Platz in der breiteren Trainingsgruppe der Chiefs für die Super Rugby-Saison 2015. Verletzungen hinderten ihn daran, während seiner Debütsaison in Hamilton zu spielen, aber er blieb für 2016 in der Trainingsgruppe. Am 27. März 2016 gab er sein Debüt für die Chiefs gegen die Western Force im Waikato Stadium. Er spielte zwölf Mal während der Saison und erzielte herausragende fünf Versuche. Gegen den neuseeländischen Rivalen und späteren Turniersieger, die Hurricanes, verlor seine Mannschaft. Nach dem Turnier wurde er in den kompletten Kader für die Super Rugby Saison 2017 aufgenommen.

## Karriereehrungen
Counties Manukau
- Mitre 10 Cup Championship – 2012